# Hanna van Vliet
Hanna van Vliet (Gorinchem, 6 juin 1992) est une actrice néerlandaise,. Elle est connue pour son rôle d'Anne Verbeek dans les productions Anne+. En 2022, elle a reçu le Shooting Stars Award à la Berlinale désigné l'un des dix acteurs de cinéma européens les plus prometteurs.

## Biographie
Van Vliet commence à jouer à l'âge de six ans et joue toute sa jeunesse au Het Jeugdtheaterhuis Gouda. En 2014, elle est diplômée de l' Amsterdam Theater & Kleinkunstacademie. En 2014, elle joue le rôle principal dans une comédie musicale Fifi Brindacier et en 2015, elle joue le rôle principal dans une comédie musicale basée sur le livre De Tweeling pour lequel elle reçoit une nomination aux Musical Award. En 2018, elle est de nouveau nommée pour un prix musical du meilleur acteur pour son rôle dans Un violon sur le toit. En 2017, elle apparait sur grand écran avec le rôle de Winnie dans le film Ron Goossens, Low Budget Stuntman.
Dès le début de 2017, Van Vliet est étroitement impliquée dans le développement de la série Anne+, dans laquelle elle joue le rôle-titre. À partir de mars 2021, la série est présentée sur la plateforme de streaming Netflix. Anne+ reçoit une suite en 2021 sous la forme d'un long métrage avec une sortie cinéma aux Pays-Bas et en Belgique, puis une sortie mondiale sur Netflix. En 2020, Van Vliet est nommée pour le Veau d'Or de la meilleure actrice dans un drame télévisé pour son rôle d'Anne dans la série. Depuis septembre 2020, Van Vliet interprète le rôle de Gwen Winter dans la série télévisée SpangaS. En 2022, elle remporte le Shooting Stars Award à la Berlinale pour l'un des 10 jeunes talents européens les plus prometteurs,.

## Filmographie

### Cinéma
- 2010 : Zomerstorm (nl) : Sarah
- 2015 : Brocante : Michelle
- 2017 : Ron Goossens, Low Budget Stuntman (nl) : Winnie
- 2017 : Broers (nl) : Jet
- 2017 : Oh Baby (nl) : Lucy
- 2019 : Het Juk
- 2020 : Hideous Henk
- 2021 : Quicksand
- 2021 : ANNE+

### Téléfilms
- 2010 : Retour Uruzgan
- 2015 : Moordvrouw
- 2015 : Danni Lowinski (nl)
- 2017 : B.A.B.S. (nl) : Keet Koudijs
- 2017 : Toon : Becky
- 2018-2020 : Anne+ : Anne
- 2019 : Random Shit
- 2020-2021 : Nieuw Zeer
- 2020 : SpangaS
- 2022 : De gevaarlijkste wegen van de wereld

## Théâtre
- 2014 : Op de bodem
- 2014 : Wreed en teder
- 2014 : Pippi Langkous
- 2015 : Momo
- 2015 : SCHWARSPULVER
- 2015-2016 : De Tweeling
- 2017 : Fiddler on the Roof
- 2018 : De Meeuw
- 2019 : Sweet Sixteen
- 2020 : Dangerous Liaisons